# Bernd Heynemann
Bernd Reinhold Gerhard Heynemann (født 22. januar 1954 i Magdeburg) er en tidligere tysk fodbolddommer. Han er i dag politiker for partiet CDU.